# Núcleo Bandeirante
Núcleo Bandeirante, amtlich portugiesisch Região Administrativa de Núcleo Bandeirante, ist die Verwaltungsregion RA VIII mit 26.089 Einwohnern im brasilianischen Bundesdistrikt 18 km südwestlich vom Stadtzentrum. Die Verwaltungsregion grenzt an Guará, Candangolândia, Lago Sul, Park Way und Riacho Fundo an. Die Siedlung entstand als Wohnplatz für die sogenannten „Candangos“, den Arbeitern die die neue Hauptstadt Brasilia erbauten.

## Verwaltung
Administrator der Verwaltungsregion ist Cleudimar Sardinha.